# NGC 6146
NGC 6146 is een elliptisch sterrenstelsel in het sterrenbeeld Hercules. Het hemelobject werd op 18 maart 1787 ontdekt door de Duits-Britse astronoom William Herschel.

## Synoniemen
- UGC 10379
- MCG 7-34-24
- ZWG 224.18
- PGC 58080